# Widder (1929)
Widder (HSK 3) був допоміжним крейсером (Hilfskreuzer) Крігсмаріне нацистської Німеччини, який використовувався як торговий рейдер під час Другої світової війни. Його кодове позначення Крігсмаріне було Schiff 21, для Королівського флоту він був  Raider D. Ім'я «Widder» німецькою мовою позначає сузір'я Овна.

## Цивільна служба та переобладнання
Побудований для кампанії Hamburg America Line, в Howaldtswerke, Кіль, він був спущений на воду в 1930 році як вантажний «Ноймарк». Після не відзначеної події кар'єри вона була реквізована військовим флотом для використання торговим рейдером. Судно була переобладнане для цієї мети компанією Blohm + Voss наприкінці 1939 року та введена в експлуатацію як рейдер «Віддер» 9 грудня того ж року. У свій перший і єдиний рейд він здійснив в травні 1940 року.

## Рейд
«Віддер» бувчастиною першої хвилі торгових рейдерів Крігсмаріне, відпливши 6 травня 1940 року під командуванням Корветтен-капітана (пізніше Фрегаттен-капітана) Гельмута фон Руктешеля.
Покинувши Німеччину 6 травня 1940 року, він вирушила до Бергена в Норвегії. 13 травня «Віддер» зіткнувся з британським підводним човном  «Клайд», який перебував на поверхні. Сторони обстрілювали одна одну понад годину, але без влучань. Після бою крейсер сховався в Сендсфіорді. 14 травня він вийшов у відкрите море, наступного дня перетнувши Полярне коло. 21 серпня 1940 року в 800 милях на захід від Канарських островів він потопив «Англо Саксон», який перевозив вантаж вугілля з Ньюпорта, Уельс, до Баїя-Бланка, Аргентина. Після дозаправки з допоміжного судна «Нордмарк» він пройшов через Датську протоку. Протягом 5 з половиною місяців вона захопила і потопила десять кораблів загальною місткістю 58644 реєстрових тон.

## Пізніше використання
Через постійні проблеми з рушієм «Віддер» був визнаний непридатним як торговельний рейдер, йому повернули ім'я «Ноймарк» і використовували як ремонтне судно в Норвегії, яке відіграло важливу роль у ремонті лінкора «Тірпіц» у 1943/1944 роках. Після війни судно взяли на британську службу як «Уліс», потім продали назад до Німеччини під назвою «Фехенгайм» у 1950 році. Корабель зазнав катастрофи біля Бергена в 1955 році. Невдовзі його корпус був розібраний на металобрухт. «Віддер» один з двох німецьких допоміжних крейсерів, які пережили війну. 